# 十日町市災害FM局
十日町市災害FM局（とおかまちしさいがいエフエムきょく）は、2004年（平成16年）10月23日発生の新潟県中越地震の被災地に向けて、十日町市からの震災関連情報やライフライン、交通などの復旧作業状況、避難所・仮設住宅の案内などを提供する臨時災害放送局として同年10月28日に開局した。

## 放送局概要
- 正式局名：十日町市臨時災害対策用FM放送局
- 免許運営主体：十日町市
- 周波数：76.6MHz (10w)
- 放送免許期：2004年10月28日 - 2005年1月31日
- 放送時間：7:00 - 22:00
- スタジオ・送信所：十日町市役所（同市千歳町）
- サービスエリア：十日町市、川西町、中里村、津南町の一部